# HMS Varangian (P61)
Le HMS Varangian (Pennant number: P61) est un sous-marin de la classe Umpire ou Classe U  de la Royal Navy. Il a été construit en 1943 par Vickers-Armstrongs à Newcastle-on-Tyne (Angleterre).

## Conception et description
Le Varangian fait partie du troisième groupe de sous-marins de classe U qui a été légèrement élargi et amélioré par rapport au deuxième groupe précédent de la classe U. Les sous-marins avaient une longueur totale de 60 mètres et déplaçaient 549 t en surface et 742 t en immersion. Les sous-marins de la classe U avaient un équipage de 31 officiers et matelots.
Le Varangian était propulsé en surface par deux moteurs diesel fournissant un total de 615 chevaux-vapeur (459 kW) et, lorsqu'il était immergé, par deux moteurs électriques d'une puissance totale de 825 chevaux-vapeur (615 kW) par l'intermédiaire de deux arbres d'hélice. La vitesse maximale était de 14,25 nœuds (26,39 km/h) en surface et de 9 nœuds (17 km/h) sous l'eau.
Le Varangian était armé de quatre tubes lance-torpilles de 21 pouces (533 mm) à l'avant et transportait également quatre recharges pour un grand total de huit torpilles. Le sous-marin était également équipé d'un canon de pont de 3 pouces (76 mm).

## Carrière
Le sous-marin Varangian a été posé au chantier Vickers Armstrong, à Newcastle-on-Tyne le 23 décembre 1943, lancé le 4 avril 1943 et mis en service le 10 juillet 1943. 
Le sous-marin a effectué des patrouilles dans la mer de Norvège, couvrant les convois arctiquesv et semble également avoir été utilisé dans un rôle d'entraînement. 
Il a été démantelé à Gateshead en juin 1949. La cloche de son navire (inscrite HMS Varangian 1943) est en possession du Royal Navy Submarine Museum à Gosport, au Royaume-Uni.

## Commandant
- Lieutenant (Lt.) Jeremy Nash (RN) du 30 Mar 1943 au 22 Nov 1943
- Lieutenant (Lt.) Stephen John Fovargue (RN) du 22 novembre 1943 au 23 mai 1944
- Lieutenant (Lt.) Geoffrey James Gellie (RANVR) du 23 mai 1944 au 17 août 1944
- Lieutenant (Lt.) Anthony James Sumption (RNVR) du 17 août 1944 au 2 janvier 1945
- Lieutenant (Lt.) Reginald Patrick Fitzgerald (RN) du 2 janvier 1945à début 1945
- Lieutenant (Lt.) Anthony James Sumption (RNVR) du début 1945 à avril 1945
- Lieutenant (Lt.) John Henry Newman Pope (RN) du 26 juin 1945 à mi-1946

RN: Royal Navy - RNVR: Royal Naval Volunteer Reserve - RANVR: Royal Australian Naval Volunteer Reserve